# Sinus Asperitatis
Sinus Asperitatis (Baai van de ruwheid) is een mare, een donker gebied op de naar de Aarde toegekeerde kant van de Maan. Het ligt ten zuiden van Mare Tranquillitatis en ten noorden van Mare Nectaris (halfweg tussen Mare Tranquillitatis en Mare Nectaris).

## Naamgeving
Vooraleer deze baai van de Internationale Astronomische Unie (IAU) de benaming Sinus Asperitatis kreeg, had ze van Michael van Langren reeds de benaming Sinus Batavicus  gekregen. Johannes Hevelius gaf ze de benaming Sinus Atheniensis .

## Bijzondere waarneming
Dit gebied is bekend omdat enkele ervaren Britse maanwaarnemers op 29 januari 1983 een ongewone verheldering waarnamen in het komvormige kratertje Torricelli B, ten noordnoordoosten van de peervormige krater Torricelli. In latere jaren zijn de waarnemingen herhaald onder een identieke hoek van invallend zonlicht. Die identieke omstandigheden zijn er elke achttien jaar, na volledige saroscycli, maar zowel in 2001 als in 2019 werd niets bijzonders waargenomen. Zo blijft het een discussiepunt wat de Britten precies zagen en vormen de waarnemingen een onderdeel in de lange lijst van Transient Lunar Phenomena (TLP).

## Kleur Torricelli B
Tijdens het waarnemen van het komvormige kratertje Torricelli B moet gelet worden op de blauwachtig grijze kleur ervan. Deze kleur valt niet direct op, maar contrasteert op een subtiele manier met de overwegend geelachtig grijze kleur van de omgeving. De beste maanfazen om dit kleurcontrast waar te nemen zijn Waxing Gibbous Moon (de driekwart verlichte wassende maan), volle maan, tot een tweetal dagen na volle maan.

## Kant
Kant, een krater in de zuidwestelijke sector van Sinus Asperitatis, ten westzuidwesten van de geprononceerde maanberg Mons Penck, was op 4 januari 1873 het onderwerp van heel wat discussie. De Franse astronoom Étienne Léopold Trouvelot nam in deze krater een verschijnsel waar dat het best omschreven kon worden als hoogst merkwaardig. De gehele krater was, volgens Trouvelot, gevuld met mist .